# Ian Wachtmeister
Ian Melker Shering Wachtmeister af Johannishus ([ˈiːənˈ ˈvǎktmejstɛr]), född 24 december 1932 i Bärbo församling i Södermanlands län, död 11 november 2017 i Adolf Fredriks distrikt i Stockholm, var en svensk greve, bergsingenjör, företagsledare, politiker och författare. Han var partiledare för Ny demokrati och riksdagsledamot 1991–1994.

## Biografi

### Bakgrund och uppväxt
Wachtmeister föddes på Nääs säteri i Bärbo, som son till Shering Wachtmeister och Adrienne De Geer. Han var sonson till Fredrik Wachtmeister samt yngre bror till Tom Wachtmeister och halvbror till Nils Wachtmeister. Han tog studentexamen vid Lundsbergs skola 1951 och studerade bergsvetenskap vid Kungliga Tekniska högskolan (KTH) där han tog bergsingenjörsexamen 1957.

### Yrkesliv
Wachtmeister blev efter examen 1957 förste forskningsassistent vid KTH. Han var forskningsingenjör vid Esab i Göteborg 1958–1960, Nyby bruk AB 1960, expeditionschef där 1962, direktör för marknadsutveckling 1969–1970 och verkställande direktör för Oxelösunds järnverk 1970–1978. Wachtmeister var därefter verkställande direktör för Gränges Aluminium AB 1978–1983. Gränges Aluminium ingick i Electrolux-koncernen och Wachtmeister arbetade direkt gentemot styrelsen med ledamöter som Hans Werthén och Marcus Wallenberg. Efter Wallenbergs död i september 1982 sparkades Wachtmeister åtta månader senare av Werthén. Av sex mindre bolag med ett åttiotal anställda bildade han koncernen The Empire.
Från 1983 fokuserade Wachtmeister huvudsakligen på sitt eget företag, The Empire (numera Empire AB), som bland annat tillverkar diverse hushållsmaskiner. Han engagerade sig också i den politiska idéorganisationen Den Nya Välfärden. År 1988 gav Wachtmeister ut den satiriska debattboken Ankdammen, där han drev med Sverige och svensk politik. Boken såldes i stora upplagor och blev mycket omtalad. Han följde 1990 upp med fortsättningen Elefanterna.
Wachtmeister var delägare i Nääs säteri i Södermanlands län och var ledamot i diverse kommittéer i Jernkontoret 1959–1962, Kungliga Ingenjörsvetenskapsakademiens korrosionsnämnd 1959–1960, expert vid International Institute of Welding 1959–1960, medlem av Metallografiska förbundet, Svetstekniska föreningen och ledamot av Svenska Teknologföreningen.

### Politik
Tillsammans med skivbolagsdirektören Bert Karlsson grundade Wachtmeister år 1991 partiet Ny demokrati, där han blev partiordförande. Partiet fick 6,7 procent av rösterna i riksdagsvalet 1991 och fick 25 mandat i riksdagen. Efter internt bråk lämnade han dock partiledarposten i april 1994 och riksdagen i juni samma år. Efter valet samma år lämnade han partiet. Inför valet 1998 grundade Wachtmeister Det nya partiet (d) som fick 25 000 röster. Wachtmeister ansåg att det låga valresultatet berodde på att media teg ihjäl partiet efter en överenskommelse med landets ledande chefredaktörer. Wachtmeister hade planer på att bilda ännu ett parti inför valet 2010 vilket aldrig blev av.
Wachtmeister kampanjade senare för vännen Alf Svensson och var drivande bakom dennes personvalskampanj i Europaparlamentsvalet 2009. I Expressen uppgav han senare att han röstade på Kristdemokraterna i riksdagsvalet 2010 och i de två föregående valen. Wachtmeister var samtidigt rådgivare åt Jimmie Åkesson, partiledare för Sverigedemokraterna.
Inför valet 1994 var Wachtmeister tillsammans med Lars Werner programledare för Ian och Werner i TV3 där de intervjuade politiker. Senare under 1994 ledde Wachtmeister ensam programmet I grevens tid, det också på TV3.

### Privatliv

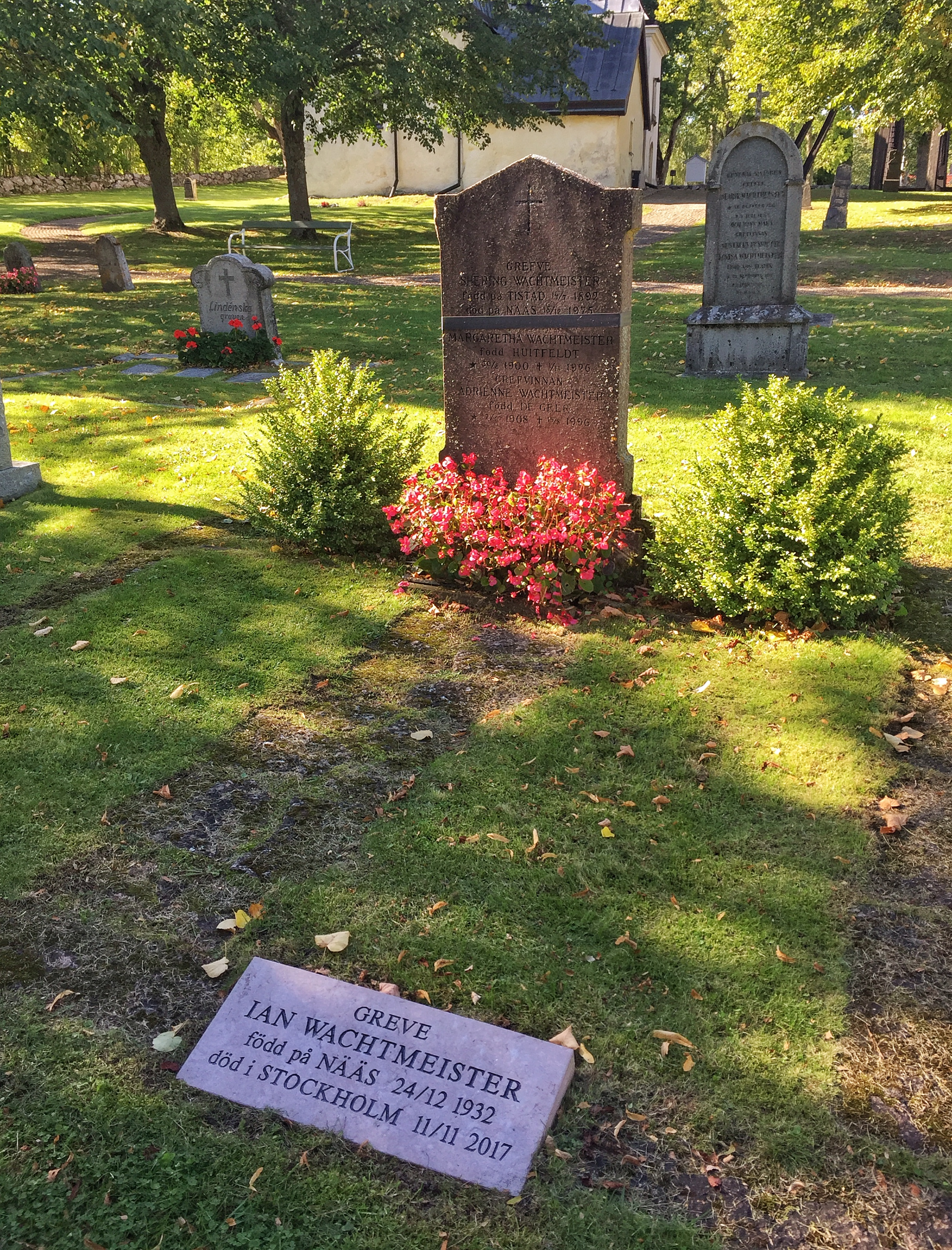
Ian Wachtmeisters grav i Bärbo.

Wachtmeister var gift första gången 1955–1987 med Ann Dickson (född 1936), dotter till direktör Olof Dickson och Ebba Collén, andra gången 1987–2005 med Lena Levine (född Lindeberg 1941), tredje gången 2009–2014 med Lil Malmström (född 1953) och fjärde gången från 2015 med Anna Eckerström (född 1963). Han har en dotter och två söner i första äktenskapet.
År 2009 gav Wachtmeister ut sin självbiografi Rebellerna – en historiebok.
I maj 2017 berättade Wachtmeister att han drabbats av cancer och genomgick cellgiftsbehandling. Han avled i november samma år.

## Böcker
- Wachtmeister, Ian; Bergner-Samuelsson, Margareta (1988). Ankdammen. Stockholm: Timbro. Libris 7648218. ISBN 91-7566-160-8
- Wachtmeister, Ian; Bergner-Samuelsson, Margareta (1990). Elefanterna. Stockholm: Sellin & partner. Libris 7596672. ISBN 91-7055-026-3
- Wachtmeister, Ian (1992). Krokodilerna. Stockholm: IW Ventures. Libris 7449151. ISBN 91-630-1346-0
- Wachtmeister, Ian (2000). Grodorna. Stockholm: Sellin & partner i samarbete med IW Ventures. Libris 7596832. ISBN 91-7055-254-1
- Wachtmeister, Ian (2009). Rebellerna: en historiebok. Stockholm: Fischer & Co. Libris 11494409. ISBN 978-91-85183-78-4
- Wachtmeister, Ian (2014). Sotarna